# جيرسي فيليج
جيرسي فيليج (بالإنجليزية: Jersey Village, Texas)‏ هي مدينة تقع في مقاطعة هاريس، تكساس بولاية تكساس في شمال شرق الولايات المتحدة. تأسست عام 1956، تبلغ مساحة هذه المدينة 8.9 (كم²)، وترتفع عن سطح البحر 33.5 م، بلغ عدد سكانها 7620 نسمة في عام 2010 حسب إحصاء مكتب تعداد الولايات المتحدة .

## التركيبة السكانية
حدّد مكتب تعداد الولايات المتحدة بيانات التركيبة السكانية لجيرسي فيليج في تعداد الولايات المتحدة. في ما يلي، التركيبة السكانية حسب تعدادي 2000 و2010.

### تعداد عام 2000
بلغ عدد سكان جيرسي فيليج 6,880 نسمة بحسب تعداد عام 2000، وبلغ عدد الأسر 2,840 أسرة وعدد العائلات 1,943 عائلة مقيمة في القرية. في حين سجلت الكثافة السكانية 774.8 نسمة لكل كيلومتر مربع (2,006.7/ميل2). وبلغ عدد الوحدات السكنية 3,037 وحدة بمتوسط كثافة قدره 342 لكل كيلومتر مربع (885.8/ميل2).
وتوزع التركيب العرقي للقرية بنسبة 86.63% من البيض و4.07% من الأمريكيين الأفارقة و0.22% من الأمريكيين الأصليين و5.09% من الأمريكيين ذوي الأصول الآسيوية و0.06% من سكان جزر المحيط الهادئ و2.43% من الأعراق الأخرى و1.51% من عرقين مختلطين أو أكثر و7.25% من الهسبانيون أو اللاتينيون من أي عرق.
بلغ عدد الأسر 2,840 أسرة كانت نسبة 30.8% منها لديها أطفال تحت سن الثامنة عشر تعيش معهم، وبلغت نسبة الأزواج القاطنين مع بعضهم البعض 59.6% من أصل المجموع الكلي للأسر، ونسبة 6.2% من الأسر كان لديها معيلات من الإناث دون وجود شريك،  بينما كانت نسبة 2.6% من الأسر لديها معيلون من الذكور دون وجود شريكة وكانت نسبة 31.6% من غير العائلات. تألفت نسبة 24.8% من أصل جميع الأسر من عدة أفراد يعيشون في نفس المنزل ونسبة 2.5% كانت تتألف من شخص يعيش بمفرده يبلغ من العمر 65 عاماً أو أكثر. وبلغ متوسط حجم الأسرة المعيشية 2.42، أما متوسط حجم العائلات فبلغ 2.94.
بلغ العمر الوسطي للسكان 37.8 عاماً. وكانت نسبة 22% من القاطنين تحت سن الثامنة عشر، وكانت نسبة 8.8% بين الثامنة عشر والرابعة والعشرين عاماً، ونسبة 31.6% كانت واقعةً في الفئة العمرية ما بين الخامسة والعشرين والرابعة والأربعين عاماً، ونسبة 30% كانت ما بين الخامسة والأربعين والرابعة والستين، ونسبة 7.6% كانت ضمن فئة الخامسة والستين عاماً فما فوق. يوجد لكل 100 أنثى 97.8 ذكر، ويوجد لكل 100 أنثى في الثامنة عشر من عمرها فما فوق 96.3 ذكر.
بلغ متوسط دخل الأسرة في القرية 68,431 دولارًا، أما متوسط دخل العائلة فبلغ 82,689 دولارًا. وكان متوسط دخل الذكور 53,984 دولارًا مقابل 37,616 دولارًا للإناث. وسجل دخل الفرد الخاص بالقرية 36,092 دولارًا. وكانت نسبة 3.4% من العائلات ونسبة 4.5% من السكان تحت خط الفقر، وكان من هؤلاء نسبة 6.4% تحت سن الثامنة عشر ونسبة 5.8% في الخامسة والستين من العمر وما فوق.

### تعداد عام 2010
بلغ عدد سكان جيرسي فيليج 7,620 نسمة بحسب تعداد عام 2010، وبلغ عدد الأسر 3,379 أسرة وعدد العائلات 2,134 عائلة مقيمة في القرية. في حين سجلت الكثافة السكانية 858.1 نسمة لكل كيلومتر مربع (2,222.5/ميل2). وبلغ عدد الوحدات السكنية 3,601 وحدة بمتوسط كثافة قدره 405.5 لكل كيلومتر مربع (1,050.2/ميل2).
وتوزع التركيب العرقي للقرية بنسبة 76.29% من البيض و8.28% من الأمريكيين الأفارقة و0.38% من الأمريكيين الأصليين و8.70% من الأمريكيين ذوي الأصول الآسيوية و4.20% من الأعراق الأخرى و2.15% من عرقين مختلطين أو أكثر و14.55% من الهسبانيون أو اللاتينيون من أي عرق.
بلغ عدد الأسر 3,379 أسرة كانت نسبة 24.4% منها لديها أطفال تحت سن الثامنة عشر تعيش معهم، وبلغت نسبة الأزواج القاطنين مع بعضهم البعض 52.3% من أصل المجموع الكلي للأسر، ونسبة 7.9% من الأسر كان لديها معيلات من الإناث دون وجود شريك،  بينما كانت نسبة 3% من الأسر لديها معيلون من الذكور دون وجود شريكة وكانت نسبة 36.8% من غير العائلات. تألفت نسبة 31.6% من أصل جميع الأسر من عدة أفراد يعيشون في نفس المنزل ونسبة 8.8% كانت تتألف من شخص يعيش بمفرده يبلغ من العمر 65 عاماً أو أكثر. وبلغ متوسط حجم الأسرة المعيشية 2.25، أما متوسط حجم العائلات فبلغ 2.85.
بلغ العمر الوسطي للسكان 41.8 عاماً. وكانت نسبة 18% من القاطنين تحت سن الثامنة عشر، وكانت نسبة 9.4% بين الثامنة عشر والرابعة والعشرين عاماً، ونسبة 26.1% كانت واقعةً في الفئة العمرية ما بين الخامسة والعشرين والرابعة والأربعين عاماً، ونسبة 31.8% كانت ما بين الخامسة والأربعين والرابعة والستين، ونسبة 14.7% كانت ضمن فئة الخامسة والستين عاماً فما فوق. وتوزع التركيب الجنسي للسكان بنسبة 48.9% ذكور و51.1% إناث.

## وصلات خارجية
- www.jerseyvillage.info
- The US50 - Cities and Towns in Texas State